# Tomasz Piotrowski (generał)
Tomasz Krzysztof Piotrowski (ur. 14 lipca 1968 w Chełmży) – polski żołnierz, generał broni, w latach 2018–2023 Dowódca Operacyjny Rodzajów Sił Zbrojnych.

## Wykształcenie
Tomasz Piotrowski ukończył studia w Wyższej Szkole Oficerskiej Wojsk Rakietowych i Artylerii im. gen. J. Bema w Toruniu (1991). Studiował także na Akademii Obrony Narodowej: wyższe studia dowódczo-sztabowe organizacji i zarządzania dowodzenia wojskami na Wydziale Wojsk Lądowych (1998–2000); podyplomowe studia Bezpieczeństwo Informacyjne (2004); podyplomowe studia operacyjno-strategiczne (2007–2008); podyplomowe studia polityki obronnej (2013–2014).

## Przebieg służby wojskowej
- Dowódca plutonu w 36 pułku zmechanizowanym Legii Akademickiej (1991–1992)
- Dowódca plutonu w 32 pułku zmechanizowanym (1992–1994)
- Dowódca plutonu w 8 Brygadzie Zmechanizowanej (1994–1996)
- Dowódca kompanii wsparcia w 8 Brygadzie Zmechanizowanej (1996–1998)
- Dowódca dywizjonu ogniowego w 4 pułku artylerii mieszanej (2000–2001)
- Szef sztabu pułku w 16 pułku artylerii (2001–2004)
- Zastępca dowódcy pułku w 16 pułku artylerii (2004–2007)
- Dowódca 2 pułku artylerii (2008–2010)
- Szef wojsk rakietowych i artylerii dywizji w Dowództwie 12 Dywizji Zmechanizowanej (2010–2014)
- Zastępca Dowódcy Polskiego Kontyngentu Wojskowego w Islamskiej Republice Afganistanu (2012–2013)
- Zastępca szefa Sztabu ds. operacyjnych w Dowództwie 12 Dywizji Zmechanizowanej (2015–2016)
- Zastępca dowódcy dywizji – szef sztabu 12 Dywizji Zmechanizowanej (2016–2017)
- Szef Sztabu Dowództwa Operacyjnego Rodzajów Sił Zbrojnych (2017–2018)
- Dowódca Operacyjny Rodzajów Sił Zbrojnych (2018–2023[a][5][6])
- Dyspozycja Dyrektora Departamentu Kadr – SGWP (2023–2024)[7]
- Zakończenie zawodowej służby wojskowej z dniem 31 stycznia 2024[8]

## Awanse
- podporucznik – 1991
- porucznik – 1994
- kapitan – 1998
- major – 2002
- podpułkownik – 2004
- pułkownik – 2008
- generał brygady – 2016[9][10]
- generał dywizji – 2018[11][12]
- generał broni – 2020[13][14]

## Odznaczenia i medale
- Krzyż Kawalerski Orderu Odrodzenia Polski (2021)[15]

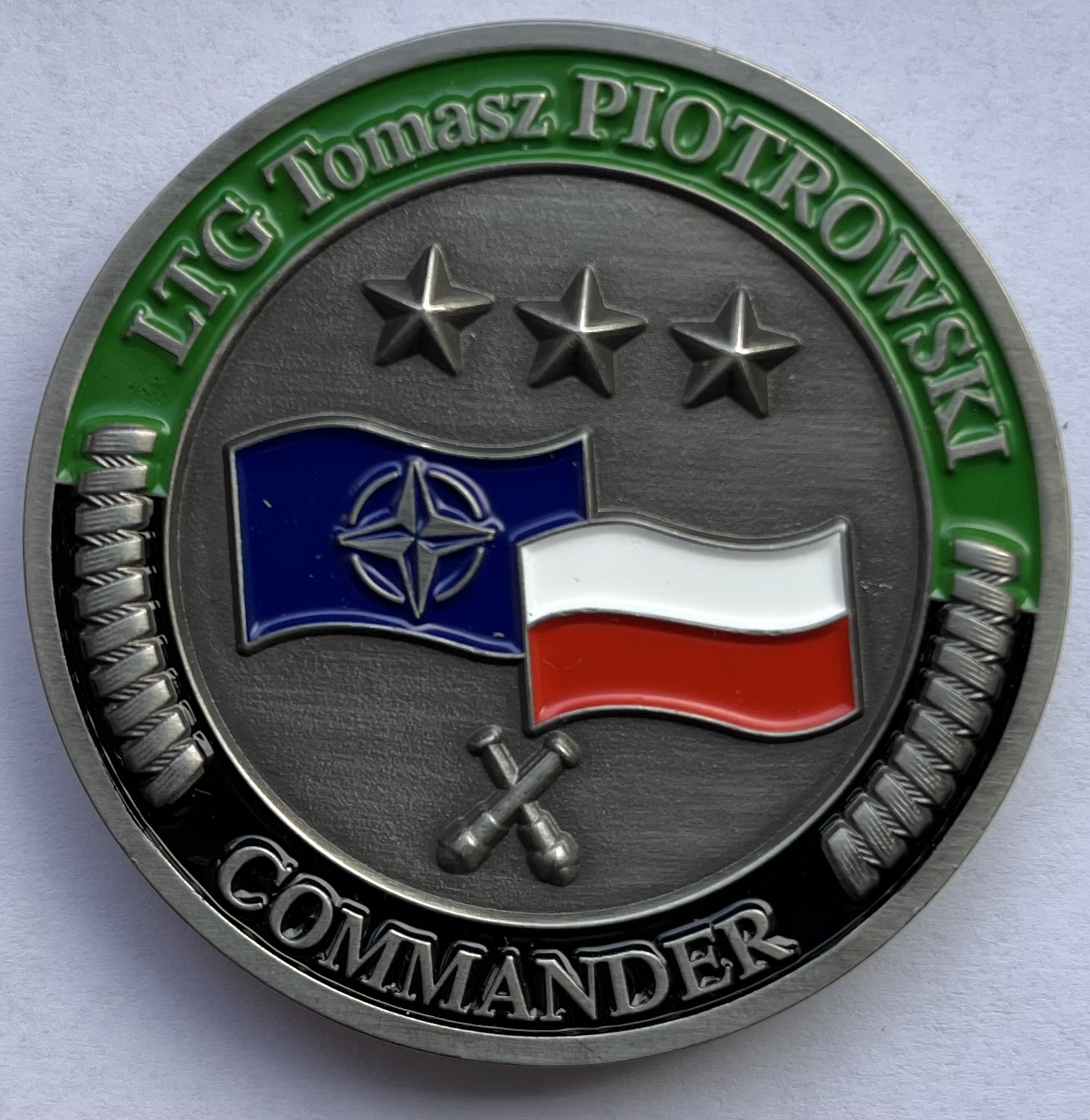
Coin gen. Tomasza Piotrowskiego jako Dowódcy Operacyjnego RSZ

- Wojskowy Krzyż Zasługi z Mieczami (2014)[16]
- Gwiazda Afganistanu
- Złoty Medal „Siły Zbrojne w Służbie Ojczyzny”
- Srebrny Medal „Siły Zbrojne w Służbie Ojczyzny”
- Brązowy Medal „Siły Zbrojne w Służbie Ojczyzny”
- Złoty Medal „Za Zasługi dla Obronności Kraju”
- Srebrny Medal „Za Zasługi dla Obronności Kraju”
- Brązowy Medal „Za Zasługi dla Obronności Kraju”
- Medal „Pro Memoria”
- Odznaka okolicznościowa „Medal 100-lecia ustanowienia SG WP”
- Odznaka Honorowa Wojsk Lądowych
- Odznaka pamiątkowa 12 DZ
- Odznaka pamiątkowa DORSZ
- Odznaka absolwenta Podyplomowego Studium Operacyjno-Strategicznego AON
- Medal „W służbie Bogu i Ojczyźnie”
- Bronze Star Medal – Stany Zjednoczone
- Medal NATO za misję ISAF